# Caccobius (schimmelgeslacht)
Caccobius is een monotypisch geslacht van schimmels uit de familie Thelebolaceae. Het bevat alleen de soort Caccobius minusculus.